# Agnieszka Włodarczyk
Agnieszka Włodarczyk (ur. 13 grudnia 1980 w Sławnie) – polska aktorka, piosenkarka i osobowość medialna.
Debiutowała w wieku 14 lat w teatrze Studio Buffo. Szerszej publiczności dała się poznać w 1997 dzięki tytułowej roli w filmie Macieja Ślesickiego Sara oraz jako Agnieszka w sitcomie 13 posterunek (1997–2000). W kolejnych latach zagrała między innymi główną rolę w filmie E=mc² (2002) oraz role w serialach, takich jak: Plebania (2001–2012) i Pierwsza miłość (2009–2012). W swoim dorobku ma również występy w produkcjach Teatru Telewizji.
Była uczestniczką licznych programów rozrywkowych. W 2007 wygrała pierwszą edycję programu Jak oni śpiewają, dzięki czemu rozpoczęła karierę muzyczną. Wydała maxi-singel Jak oni śpiewają (2007), autorski album studyjny pt. Nie dla oka... (2007) i album z kolędami pt. Najpiękniejsze polskie kolędy (2011). Jej debiutancki singel, „Zawsze byłam”, był notowany na ogólnopolskich listach przebojów.
Otrzymała wyróżnienia na Międzynarodowym Festiwalu Filmowym „Stożary”, Festiwalu Piosenki Rosyjskiej oraz Festiwalu Gwiazd w Międzyzdrojach. Za sprzedaż nagrań muzycznych zdobyła złotą i platynową płytę.

## Życiorys

### Wczesne lata
Urodziła się 13 grudnia 1980 w Sławnie. Gdy miała dwa lata, jej rodzice się rozwiedli. W początkowym okresie życia mieszkała w Darłowie, skąd później wraz z matką, Anną Stasiukiewicz, przeprowadziła się do Poznania. W dzieciństwie spędzała również czas w Cieszynie, gdzie mieszkał jej ojciec – marynarz. Z drugiego małżeństwa matki ma młodszego o 10 lat brata Roberta. Od szóstego do osiemnastego roku życia mieszkała wspólnie z matką, ojczymem i bratem w Łomiankach pod Warszawą.
Gdy miała sześć lat, trenowała taniec towarzyski. W szkole podstawowej wygrała dwa konkursy piosenki. W 1995 wzięła udział w konkursie Miss Polski Nastolatek, a w wieku 16 lat została przyjęta do agencji modelek Next. Uczyła się w jednym z gdańskich liceów i zdała maturę międzynarodową. Uczęszczała również do szkoły muzycznej, gdzie uczyła się śpiewu i gry na gitarze, jednak po pewnym czasie z niej zrezygnowała.

### 1995–2000: Studio Buffo,Sarai13 posterunek
W szóstej klasie szkoły podstawowej statystowała w filmie Awantura o Basię. W wieku 14 lat została zaangażowana przez Janusza Józefowicza do teatru Studio Buffo. Jako że nie spełniała kryteriów wiekowych, podczas castingu skłamała, mówiąc że jest o rok starsza. Początkowo występowała w musicalu Metro, a 26 marca 1996 zadebiutowała w spektaklu Tyle miłości. Przez dwa lata pracy w teatrze zagrała w ponad stu przedstawieniach. W 1996 pojawiła się także w teledysku K.A.S.Y. do piosenki „Reklama”. Początkowo planowała karierę muzyczną, ale ze względu na przebytą operację usunięcia guzków tarczycy była zmuszona zaprzestać śpiewania. Miała podpisany kontrakt fonograficzny z wytwórnią Tic-Tac.
W 1997 zagrała tytułową rolę w filmie Macieja Ślesickiego Sara. Do roli została wybrana spośród 250 kandydatek. Choć film okazał się kasowym sukcesem, w Polsce wywołał kontrowersje, a krytyce poddano przede wszystkim nagie sceny z udziałem Włodarczyk, która w chwili kręcenia filmu miała 16 lat. Wiesław Kot na łamach tygodnika „Wprost” napisał: „Pieścidełkiem filmu jest tytułowa Sara kreowana z wdziękiem przez Agnieszkę Włodarczyk. [...] Jej rozłożony w filmie na raty striptiz budzi raczej skojarzenia szpitalne. Widz-oglądacz czuje się tak, jakby przypadkiem wtargnął do łazienki, w której pensjonarka bierze prysznic. Zamiast podniecenia występuje zażenowanie”. Według Bożeny Janickiej z miesięcznika „Kino” Włodarczyk miała „najtrudniejsze zadanie [aktorskie]”, co argumentowała słowami: „Śliczna, o miękkim spojrzeniu Marilyn Monroe, gra rolę dość niewdzięczną. Musi wygłaszać teksty, na które młoda widownia reaguje wybuchami śmiechu, zdaje się w tych momentach nieprzewidzianego. Odzywki w rodzaju: «chcę być twoją kobietą», «urodzę ci dzieci» – są zapewne pastiszem [...], lecz młodzi widzowie pastiszowej intencji najwyraźniej nie łapią”. Mimo niezbyt przychylnych opinii w kraju jej występ został doceniony przez jury Międzynarodowego Festiwalu Filmowego „Stożary” w Kijowie, na którym została nagrodzona w kategorii Najlepszy debiut.
W latach 1997–2000 grała Agnieszkę w sitcomach 13 posterunek (1997–1998) i 13 posterunek 2 (2000). W 1998 zagrała szwagierkę Naryszkina w spektaklu Cesarska miłość Leszka Wosiewicza dla Teatru Telewizji. Została dwukrotnie wyróżniona przez czytelników czasopisma „Bravo” w plebiscycie „Otto” w kategoriach: Aktorka za rok 1998 i Gwiazda TV za rok 1999.

### 2000–2006:Plebaniai kolejne role filmowe

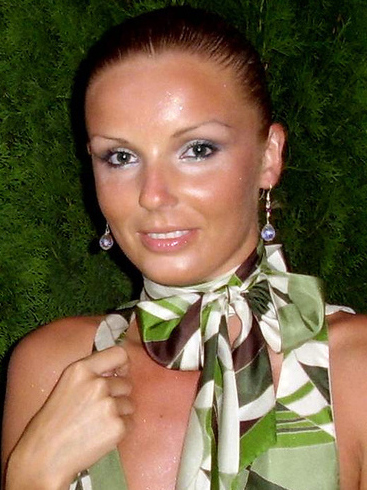
Agnieszka Włodarczyk (2005)

Nowe tysiąclecie rozpoczęła m.in. od epizodów w Świecie według Kiepskich oraz filmie Pierwszy milion. Ponadto zagrała Mariolę w spektaklu Teatru Telewizji Nas troje Marka Koterskiego. W 2001 dołączyła do obsady serialu Plebania w roli Weroniki „Wiki” Potocznej, w którym grała z przerwami do zakończenia jego emisji w 2012. Po latach przyznała, że w tym serialu nauczyła się aktorstwa, ponieważ „zaczęto jej pisać przeróżne sceny, dramatyczne, komediowe”, dzięki czemu „zrozumiała, że może wszystko udźwignąć”. W 2001 zagrała też w filmie Poranek kojota oraz wcieliła się w rolę uczestniczki konkursu piękności, Tekli Kaczmarek w serialu Zostać miss.
W 2002 zagrała Stellę, jedną z głównych ról w filmie Olafa Lubaszenki E=mc², a tygodnik „Wprost” umieścił ją w rankingu najgorszych polskich aktorów filmowych. Sam film był jedną z najchętniej oglądanych polskich produkcji kinowych tego roku. W 2002 pojawiła się również w filmie Rób swoje, ryzyko jest twoje. W 2003 współprowadziła program rozrywkowy Polsatu Wiesio Szoł, składający się z krótkich skeczy i filmów slapstickowych, a także zagrała w kontynuacji serialu Zostać miss – Zostać miss 2. W 2004 wcieliła się w rolę Joli w kinowym hicie Nigdy w życiu!, będącym ekranizacją powieści Katarzyny Grocholi o tym samym tytule. W tym samym roku została obsadzona w jednej z głównych ról w polsatowskim serialu Dziki. W 2005 wystąpiła w jego kontynuacji – Dziki 2: Pojedynek, a także dołączyła do obsady trzeciego sezonu serialu Czego się boją faceci, czyli seks w mniejszym mieście.
W 2005 uczestniczyła w pierwszej edycji emitowanego przez TVN programu Taniec z gwiazdami w parze z tancerzem Michałem Skawińskim. Była jedną z najpopularniejszych polskich aktorek w internecie w 2005 w rankingu sporządzonym przez portal Wirtualna Polska i serwis Netsprint. W 2006 zagrała Karolinę, dziewczynę „Adiego” w filmie Job, czyli ostatnia szara komórka, a na potrzeby ścieżki dźwiękowej produkcji nagrała piosenkę „Słońce rośnie w nas”.

### 2007:Jak oni śpiewająi debiut muzyczny

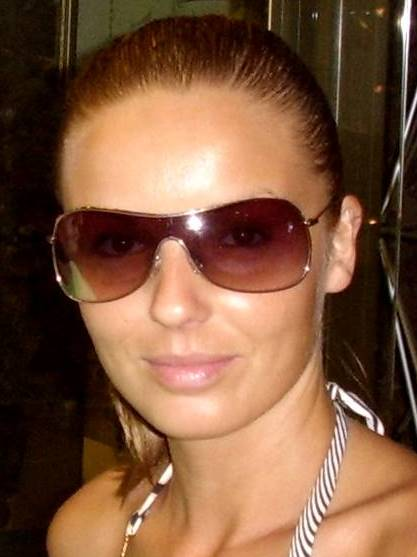
Agnieszka Włodarczyk (2007)

W 2007 uczestniczyła w pierwszej edycji muzycznego programu telewizji Polsat Jak oni śpiewają. Jej interpretacje polskich przebojów, takich jak „Odkryjemy miłość nieznaną” czy „Co mi Panie dasz”, zyskały uznanie jurorów i publiczności, a w jednym z odcinków programu zaśpiewała w duecie z Marylą Rodowicz. W finale wygrała z 65% przewagą głosów. W nagrodę podpisała kontrakt płytowy z wytwórnią My Music. Wydała także debiutancki maxi-singel zawierający dwa covery, który uzyskał status platynowej płyty. Za udział w Jak oni śpiewają była nominowana do Róż Gali w kategorii Piękne debiuty oraz do Wiktorów w kategorii Największe odkrycie telewizyjne. Ponadto magazyn „Glamour” nominował ją w plebiscycie „Kobieta Roku” w kategorii Wejście w stylu Glamour, a dwutygodnik „Viva!” przyznał jej nominację w plebiscycie „Najpiękniejsi”.
30 listopada 2007 wydała swój pierwszy album studyjny pt. Nie dla oka..., który po premierze spotkał się z mieszanym odbiorem. Jeden z recenzentów napisał, że „Włodarczyk jest dobrą wokalistką”, jednak w jej wykonaniach brakuje „pasji, zaangażowania i uczuć”. Inny krytyk stwierdził, że „jako artystka, znana do tej pory wyłącznie z filmów i seriali, wypadła całkiem dobrze. W przeciwieństwie do kolegów i koleżanek po fachu, którzy już wcześniej próbowali sił za mikrofonem, swojego debiutu nie musi się wstydzić”. Album uplasował się na 21. miejscu polskiej listy sprzedaży i uzyskał status złotej płyty. Wydawnictwo promowała singlami „Zawsze byłam” i „Bez makijażu”. Za muzyczny debiut uzyskała nominacje do Superjedynek w kategoriach Fonograficzny debiut roku (Nie dla oka...), Przebój roku („Zawsze byłam”) i Artysta roku.
Poza realizacją projektów muzycznych, w 2007 kontynuowała karierę aktorską. Wcieliła się w rolę Irenki w serialu Ja wam pokażę! oraz zagrała w spektaklu Teatru Telewizji Czerwone komety Andrzeja Strzeleckiego.

### Od 2008: Programy telewizyjne,Pierwsza miłośći pozostałe projekty

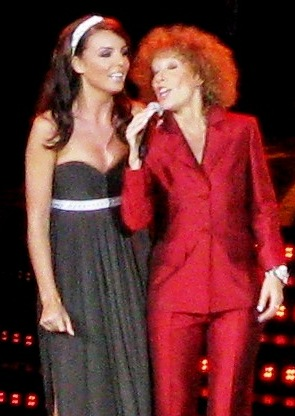
Agnieszka Włodarczyk z Alicją Majewską na festiwalu TOPtrendy 2009 w Sopocie

Latem 2008 na składance Hity na Czasie radia Eska ukazał się jej premierowy utwór „To on”. Jesienią tego roku wzięła udział w trzeciej edycji programu TVP2 Gwiazdy tańczą na lodzie w parze z Łukaszem Jóźwiakiem, docierając do finału, w którym zajęli drugie miejsce. W 2009 dołączyła do obsady serialu Pierwsza miłość, w którym do 2012 wcielała się w postać Anny Bilewskiej. Latem 2009 wystąpiła w duecie z Alicją Majewską podczas stulecia sopockiej Opery Leśnej na festiwalu TOPtrendy, a następnie wydała singel „Czas pokaże”, który znalazł się na wakacyjnej składance radia RMF FM. Ponadto zajęła drugie miejsce w szóstej, mistrzowskiej edycji programu Jak oni śpiewają, w której udział wzięli finaliści pięciu poprzednich edycji show.
W lipcu 2010 wystąpiła na Festiwalu Piosenki Rosyjskiej w Zielonej Górze. Za wykonanie piosenki „Opyat metel” zajęła drugie miejsce i zdobyła Srebrny Samowar. 22 listopada 2011 wydała album z kolędami zatytułowany Najpiękniejsze polskie kolędy. W 2012 zagrała Beatę w filmie Kac Wawa. W lipcu 2013 wydała singel „Twoja mała Aga”.
Wiosną 2014 zajęła drugie miejsce w finale pierwszej edycji programu rozrywkowego telewizji Polsat Twoja twarz brzmi znajomo. W lipcu 2014 odcisnęła dłoń na Promenadzie Gwiazd podczas 19. Festiwalu Gwiazd w Międzyzdrojach. W grudniu 2015 wydała cover utworu „Such a Shame” zespołu Talk Talk, który nagrała we współpracy z DJ-em Adamusem na jego jubileuszowy album.
W 2016 w parze z Marią Konarowską wzięła udział w pierwszej edycji programu stacji TVN Azja Express. Wspólnie zajęły drugie miejsce. We wrześniu 2018 dołączyła do obsady spektaklu Przygoda z ogrodnikiem, w którym grała agentkę Ruby Delvecchio.
Po narodzinach syna skupiła się na życiu rodzinnym, odrzucając w tym czasie m.in. propozycje wzięcia udziału w dwóch programach rozrywkowych. W 2024 stworzyła autorską markę perfum La Romme.

## Działalność społeczna

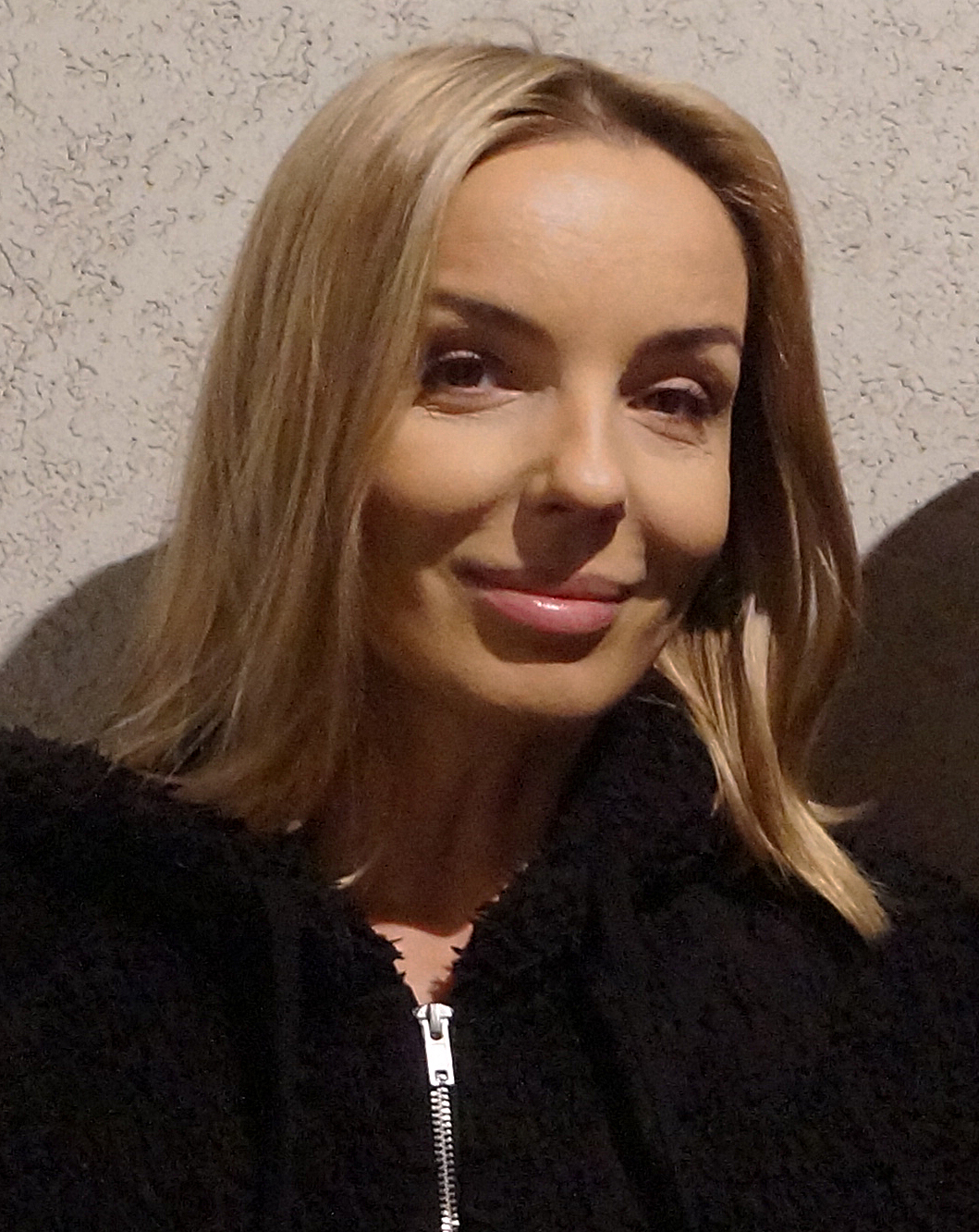
Agnieszka Włodarczyk (2018)

W 2006 wzięła udział w kampanii społecznej stacji MTV Polska „Bezpieczna jazda z MTV” propagującej bezpieczny seks. W 2007 włączyła się do ogólnopolskiej akcji na rzecz honorowego krwiodawstwa Europejskiej Fundacji Honorowego Dawcy Krwi. W tym samym roku fotografie z jej sesji zdjęciowej do kalendarza czasopisma „Gala” zostały wystawione na licytację, z której dochód trafił do podopiecznych Fundacji Polsat. W 2008 zachęcała do przekazywania pieniędzy na cele tejże fundacji w spotach reklamowych pod nazwą „Wystarczy chcieć”. W kwietniu 2011 ukazał się teledysk do piosenki „Pomaganie jest trendy”, którą nagrała charytatywnie wraz z innymi wykonawcami, aby wesprzeć Fundację DKMS.
Czynnie angażuje się w akcje charytatywne na rzecz zwierząt, współpracując między innymi z Towarzystwem Opieki nad Zwierzętami oraz Fundacją Viva! Akcja dla zwierząt. Prowadziła tymczasowy dom dla zwierząt i była ambasadorką akcji „Ratuj bociany razem z nami”. Wystąpiła w autorskiej kampanii przeciwko wykorzystywaniu zwierząt do celów doświadczalnych – „One czują tak jak my” oraz wzięła udział w manifestacji w ich obronie. Uczestniczyła też w manifestacji przeciwko ubojowi rytualnemu i w walce o wprowadzenie poprawek do Ustawy o ochronie zwierząt. W 2014 nagrodę w wysokości 10 tys. złotych za wygranie siódmego odcinka programu Twoja twarz brzmi znajomo przekazała organizacjom wspierającym zwierzęta – „Kocia łapka” i „Zwierzaki w potrzebie”, z kolei w 2015 wzięła udział w programie Przygarnij mnie, w którym przygarnęła ze schroniska suczkę, Tośkę.
Za działalność charytatywną otrzymała nagrodę Top for Dog w kategorii Osobowość roku oraz była nominowana w plebiscytach Gwiazdy Dobroczynności i Serce dla Zwierząt. Fundacja Spełnionych Marzeń uhonorowała ją nagrodą specjalną – Rubinowym Sercem za wspieranie działań fundacji na rzecz dzieci z chorobami nowotworowymi.

## Życie prywatne
Była w czteroletnim związku z prezenterem telewizyjnym Rafałem Kosińskim. W 2011 po dziewięciu latach związku rozstała się z przedsiębiorcą Jakubem Sićkiem, który był również jej menedżerem. W latach 2012–2016 jej życiowym partnerem był aktor Mikołaj Krawczyk. W 2020 związała się z triathlonistą Robertem Karasiem, którego poślubiła w 2023 i z którym ma syna, Milana (ur. 7 lipca 2021). W 2021 zadeklarowała zamiar dokonania apostazji.

## Filmografia

### Filmy fabularne
- 1995: Awantura o Basię (statystka)
- 1997: Sara jako Sara
- 2000: Pierwszy milion jako blond piękność
- 2001: Poranek kojota jako pielęgniarka
- 2002: Rób swoje, ryzyko jest twoje jako Telimena Hofman, bohaterka serialu
- 2002: E=mc² jako Stella, dziewczyna „Ramzesa”
- 2004: Nigdy w życiu! jako Jola Zabłocka, druga żona Tomasza Kozłowskiego
- 2006: Job, czyli ostatnia szara komórka jako Karolina, dziewczyna „Adiego”
- 2012: Kac Wawa jako Beata
- 2019: Diablo. Wyścig o wszystko jako Paloma

### Seriale telewizyjne
- 1997–1998: 13 posterunek jako Agnieszka
- 2000: 13 posterunek 2 jako Agnieszka
- 2000: Pierwszy milion jako prostytutka
- 2000: Na dobre i na złe jako Basia, dziewczyna Mirka (odc. 46)
- 2000: Świat według Kiepskich jako Bronka, kuzynka Paździocha (odc. 53)
- 2001–2003, 2005–2008, 2010–2012: Plebania jako Weronika „Wiki” Potoczna, siostra księdza Adama
- 2001: Zostać miss jako Tekla Kaczmarek, uczestniczka konkursu
- 2003: Zostać miss 2 jako Tekla Kaczmarek, uczestniczka konkursu „Miss Venus”
- 2004: Dziki jako Magda Lipska, właścicielka baru
- 2004: Rodzinka jako Agata Krupa, żona Wieśka (odc. 15)
- 2004: Kryminalni jako prostytutka Katarzyna Litycka (odc. 3)
- 2005: Czego się boją faceci, czyli seks w mniejszym mieście jako Olga Wojnowska „Wenus” (seria 3, odc. 6–10)
- 2005: Dziki 2: Pojedynek jako Magda Lipska, właścicielka baru
- 2005: Talki z resztą jako Zuzka, narzeczona Kazika
- 2007: Ja wam pokażę! jako Irenka, sekretarka redaktora naczelnego (odc. 1–12)
- 2008: Daleko od noszy jako pani Przypióra, inspektor Krajowego Zrzeszenia Hotelarskiego (odc. 162)
- 2009–2012: Pierwsza miłość jako Anna Bilewska
- 2011: My baby jako Zosia, córka Urszuli
- 2016: Druga szansa jako ona sama (odc. 8)

## Teatr

### Studio Buffo
- Metro (reż. Janusz Józefowicz)
- Tyle miłości (reż. Janusz Józefowicz; data pierwszego występu: 26 marca 1996)

### Teatr Telewizji
- 1998: Cesarska miłość (reż. Leszek Wosiewicz) jako szwagierka Naryszkina
- 2000: Nas troje (reż. Marek Koterski) jako Mariola
- 2007: Czerwone komety (reż. Andrzej Strzelecki) jako Bibi Kroll, siostra Lili

### Teatry objazdowe
- 2018–2021: Przygoda z ogrodnikiem (różni reżyserzy) jako agentka Ruby Delvecchio

## Dyskografia

### Albumy studyjne
| Rok                                                     | Dane dot. albumu                                                                                              | Najwyższa pozycja na liście | Certyfikat         | Sprzedaż       |
| Rok                                                     | Dane dot. albumu                                                                                              | POL                         | Certyfikat         | Sprzedaż       |
| ------------------------------------------------------- | --- | --------------------------- | ------------------ | -------------- |
| 2007                                                    | Nie dla oka... - Wydany: 30 listopada 2007 - Wydawca: My Music - Formaty: CD, digital download                | 21                          | - POL: złota płyta | - POL: 15 000+ |
| 2011                                                    | Najpiękniejsze polskie kolędy - Wydany: 22 listopada 2011 - Wydawca: My Music - Formaty: CD, digital download | –                           |                    |                |
| „–” oznacza, że album nie był notowany na danej liście. | |                             |                    |                |

### Maxi single
| Rok  | Dane dot. albumu                                                              | Certyfikat             | Sprzedaż       |
| ---- | ----------------------------------------------------------------------------- | ---------------------- | -------------- |
| 2007 | Jak oni śpiewają - Wydany: 6 czerwca 2007 - Wydawca: Agora S.A. - Formaty: CD | - POL: platynowa płyta | - POL: 20 000+ |

### Single
| Rok                                                      | Tytuł                                                       | Najwyższe pozycje na listach | Najwyższe pozycje na listach | Najwyższe pozycje na listach | Album                                      |
| Rok                                                      | Tytuł                                                       | RMF                          | SLiP                         | WiR                          | Album                                      |
| -------------------------------------------------------- | ----------------------------------------------------------- | ---------------------------- | ---------------------------- | ---------------------------- | ------------------------------------------ |
| 2007                                                     | „Zawsze byłam”                                              | 1                            | 15                           | 3                            | Nie dla oka...                             |
| 2008                                                     | „Bez makijażu”                                              | –                            | –                            | –                            | Nie dla oka...                             |
| 2008                                                     | „To on”                                                     | –                            | –                            | –                            | Eska Hity na Czasie 2008                   |
| 2009                                                     | „Czas pokaże”                                               | –                            | –                            | –                            | RMF FM – muzyka najlepsza pod słońcem 2009 |
| 2013                                                     | „Twoja mała Aga”                                            | –                            | –                            | –                            | –                                          |
| 2015                                                     | „Such a Shame” (DJ Adamus, gościnnie: Agnieszka Włodarczyk) | –                            | –                            | –                            | DJ Adamus 2015                             |
| „–” oznacza, że singel nie był notowany na danej liście. |                                                             |                              |                              |                              |                                            |

### Ścieżki dźwiękowe
| Rok  | Film                              | Utwór                             |
| ---- | --------------------------------- | --------------------------------- |
| 1997 | Sara (ścieżka dźwiękowa)          | „Wyliczanka”                      |
| 1997 | Sara (ścieżka dźwiękowa)          | „Poczekam” (oraz Robert Janowski) |
| 1997 | Sara (ścieżka dźwiękowa)          | „Jeśli wola Twa”                  |
| 2006 | Job, czyli ostatnia szara komórka | „Słońce rośnie w nas”             |

### Pozostałe utwory
| Rok  | Tytuł | Album                          |
| ---- | --- | ------------------------------ |
| 1997 | „Ach! Jak przyjemnie” (Studio Buffo: Monika Ambroziak, Anna Frankowska, Katarzyna Groniec, Anna Mamczur, Barbara Melzer, Agnieszka Włodarczyk, Beata Wyrąbkiewicz)                              | Tyle miłości                   |
| 1997 | „Moje wielkie szczęście” (Studio Buffo: Monika Ambroziak, Anna Frankowska, Katarzyna Groniec, Anna Mamczur, Barbara Melzer, Agnieszka Włodarczyk, Beata Wyrąbkiewicz)                           | Tyle miłości                   |
| 2008 | „Brzydcy” | Jak oni śpiewają (The Best Of) |
| 2008 | „Co mi Panie dasz” | Jak oni śpiewają (The Best Of) |
| 2008 | „Małe tęsknoty” | Jak oni śpiewają (The Best Of) |
| 2008 | „Tyle słońca w całym mieście” | Jak oni śpiewają (The Best Of) |
| 2011 | „Pomaganie jest trendy” (DKMS Team: Magda Femme, Gorzki, Groovebusterz, Krzysztof Ibisz, Paula, Mopreme Shakur, Aleksandra Szwed, Piotr Świerczewski, Alicja Węgorzewska, Agnieszka Włodarczyk) | Pomaganie jest trendy!         |

## Teledyski
- 2007: „Zawsze byłam”[102]

### Gościnnie
- 1996: K.A.S.A. – „Reklama”[14]
- 2011: DKMS Team – „Pomaganie jest trendy”[79]
- 2014: Rockoholic – „Teraz Ty”[103]

## Nagrody i nominacje
| Rok  | Konkurs                                                                          | Kategoria                                                                        | Rezultat                                                                         |                                                                                  |
| ---- | -------------------------------------------------------------------------------- | -------------------------------------------------------------------------------- | -------------------------------------------------------------------------------- | -------------------------------------------------------------------------------- |
| 1999 | Otto 1998                                                                        | Aktorka: złoto                                                                   | Wygrana                                                                          |                                                                                  |
| 1999 | Międzynarodowy Festiwal Filmowy „Stożary”                                        | Najlepszy debiut (Sara)                                                          | Wygrana                                                                          |                                                                                  |
| 2000 | Otto 1999                                                                        | Gwiazda TV: brąz                                                                 | Wygrana                                                                          |                                                                                  |
| 2002 | Otto 2001                                                                        | Gwiazda TV                                                                       | 7. miejsce                                                                       |                                                                                  |
| 2007 | Róże Gali                                                                        | Piękne debiuty                                                                   | Nominacja                                                                        |                                                                                  |
| 2007 | Viva! Najpiękniejsi                                                              | Najpiękniejsza Polka                                                             | Nominacja                                                                        |                                                                                  |
| 2008 | Świry                                                                            | Wydarzenie (Nie dla oka...)                                                      | Nominacja                                                                        |                                                                                  |
| 2008 | Kobieta Roku Glamour 2007                                                        | Wejście w stylu Glamour                                                          | Nominacja                                                                        |                                                                                  |
| 2008 | Wiktory 2007                                                                     | Największe odkrycie telewizyjne                                                  | Nominacja                                                                        |                                                                                  |
| 2008 | Superjedynki                                                                     | Fonograficzny debiut roku (Nie dla oka...)                                       | Nominacja                                                                        |                                                                                  |
| 2008 | Superjedynki                                                                     | Przebój roku („Zawsze byłam”)                                                    | Nominacja                                                                        |                                                                                  |
| 2008 | Superjedynki                                                                     | Artysta roku                                                                     | Nominacja                                                                        |                                                                                  |
| 2008 | Monidło                                                                          | Najlepszy niezawodowy aktor                                                      | Nominacja                                                                        |                                                                                  |
| 2010 | Festiwal Piosenki Rosyjskiej                                                     | Grand Prix                                                                       | 2. miejsce                                                                       |                                                                                  |
| 2010 | Festiwal Piosenki Rosyjskiej                                                     | Srebrny Samowar                                                                  | Wygrana                                                                          |                                                                                  |
| 2014 | Odcisk dłoni na Promenadzie Gwiazd podczas 19. Festiwalu Gwiazd w Międzyzdrojach | Odcisk dłoni na Promenadzie Gwiazd podczas 19. Festiwalu Gwiazd w Międzyzdrojach | Odcisk dłoni na Promenadzie Gwiazd podczas 19. Festiwalu Gwiazd w Międzyzdrojach | Odcisk dłoni na Promenadzie Gwiazd podczas 19. Festiwalu Gwiazd w Międzyzdrojach |
| 2014 | Top for Dog                                                                      | Osobowość roku                                                                   | Wygrana                                                                          |                                                                                  |
| 2014 | Nagroda specjalna Fundacji Spełnionych Marzeń – Rubinowe Serce                   | Nagroda specjalna Fundacji Spełnionych Marzeń – Rubinowe Serce                   | Wygrana                                                                          |                                                                                  |
| 2015 | Gwiazdy Dobroczynności                                                           | Ekologia                                                                         | Nominacja                                                                        |                                                                                  |
| 2015 | Serce dla Zwierząt                                                               | Działalność charytatywna na rzecz zwierząt                                       | Nominacja                                                                        |                                                                                  |
| 2017 | Gwiazdy Plejady                                                                  | Metamorfoza roku                                                                 | Wygrana                                                                          |                                                                                  |